# 警察故事2013
《警察故事2013》（英語：Police Story 2013）是一部於2013年上映的中國内地電影，由丁晟擔任執導，以及由成龍、劉燁和景甜主演；此電影為《警察故事系列》中的第六部，內容跟前五部無任何關係。

## 劇情內容
公安民警隊長鍾文一直忙於工作，對家庭始終懷有愧疚。這一天，女兒苗苗主動相約在一個酒吧見面，並告知鍾文酒吧老闆武江是其新男友時。正當談話氣氛陷入尷尬之時，酒吧內卻發生意外劫持事件，酒吧內濱哥、皮頌、濤子等人卻突然緊閉大門，暴力劫持了所有的顧客。鍾文盡力保護人質，卻被一直隱藏的武江偷襲，頭部遭重擊而昏迷。甦醒過來的鍾文已經落入以武江為首的一干劫匪的掌控。鍾文雖然受困，但依然敏銳的捕捉到外圍警方的突襲意圖，言語之間捕捉著武江的犯罪動機，同時展開戰術談判，誘使武江進入射擊位置——狙擊手鎖定目標即將射擊之時，鍾文終於意識到了這一切，都與5年前的一場藥店殺人案有關。而那一起案件，同樣也是鍾文心頭難以抹去的陰影。

## 演員表
| 演員     | 角色       | 備註                                           | 粵語配音 |
| 成龍     | 鍾文       | 公安民警隊長                                   | 原声     |
| 劉燁     | 武江       | 酒吧“武吧”老闆，綁匪                           | 陳健豪   |
| 景甜     | 苗苗       | 钟文的女兒，醫科大學在校大學生，也是武江的女友 | 鄭家蕙   |
| 殷桃     | 蘭蘭       |                                                | 莊巧怡   |
| 劉儀偉   | 牛總       |                                                |          |
| 周曉鷗   | 魏小福     |                                                |          |
| 于榮光   | 吳隊       |                                                | 高翰文   |
| 張磊     | 全子       |                                                | 羅婉楓   |
| 劉佩琦   | 張局       |                                                |          |
| 王志飛   | 方警官     |                                                |          |
| 古力娜扎 | 小薇       | 武江的妹                                       |          |
| 吳樾     | 阿越       |                                                |          |
| 柳海龍   | 皮頌       | 綁匪                                           |          |
| 那威     | 那納       | 綁匪                                           |          |
| 蔡鷺     | 阿坤       | 小薇男朋友                                     | 李家傑   |
| 丁晟     | 出租車司機 |                                                |          |

## 票房
中国大陆首周六天收获2.87亿人民币列第一位，次周收1.68亿蝉联冠军，最终成绩过5亿。
| 上一届： 《私人订制》 | 2013年中国内地一周票房冠军 第52周（12月23日—12月29日） 2014年中国内地一周票房冠军 第1周（12月30日—1月5日） | 下一届： 《神偷奶爸2》（2014年） |

## 外部連結
- 《警察故事2013（页面存档备份，存于）》在香港雅虎的電影頁面（繁體中文）
- 新浪網中國官方網站 - 警察故事2013（页面存档备份，存于）
- 開眼電影網上《警察故事2013》的資料（繁體中文）
- 香港影庫上《警察故事2013》的資料（繁體中文）
- 豆瓣电影上《警察故事2013》的資料 （简体中文）
- 时光网上《警察故事2013》的資料（简体中文）
- 爛番茄上《警察故事2013》的資料（英文）
- AllMovie上《警察故事2013》的资料（英文）
- 互联网电影数据库（IMDb）上《警察故事2013》的资料（英文）